# 박야성
박야성(1988년 11월 15일 ~ )은 대한민국의 배우이다.

## 생애
1988년 경상북도 영일군 구룡포에서 태어났다. 영화와 무술에 심취한 청소년기를 보냈고, 2006년 극단 은하에서 연극 《만선》으로 데뷔했다. 이후 한국예술종합학교 연극원과 홍익대학교 대학원 미학과에서 공부했다. 2013년에는 통일부 남북회담본부에서 공익근무요원으로 복무하던 중 배호가요제에서 동상을 수상하며 음악가로서도 인정을 받았다.

## 학력
- 구룡포초등학교 - 전교어린이부회장(1999).
- 용흥중학교 - 총학생회장(2003).
- 포항해양과학고등학교 - 총학생회장(2006).
- 한국예술종합학교 연극원 연기과 졸업 - B.F.A.
- 홍익대학교 대학원 미학과 석사과정 수료 - M.A. candidate.

## 작품 활동

### 영화
- 2021년 《칠-인의 노숙자》 ... 용 역[2]
- 2019년 《봉오동 전투》 ... 해철부하 역[3]
- 2018년 《실격》 ... 미술관 대표 역[4]
- 2017년 《군함도》 ... 악단 기타리스트 역[5]
- 2015년 《썸타는 콩밭》 ... 공방 주인 역
- 2014년 《면접》 ... 김 실장 역
- 2007년 《밀양》 ... 목소리 출연

### 방송
- 2020년 《산후조리원》 ... 박대표 역[6]
- 2020년 《본 대로 말하라》 ... 곰치 역[7]
- 2019년 《블랙독》 ... 박정민 역[8]
- 2019년 《쌉니다 천리마마트》 ... ??? 역[9]
- 2019년 《조선생존기》 ... 동찬 역[10]
- 2018년 《누가누가 잘하나》 ... 어른들의 동요잔치 '우수상' 수상[11]
- 2018년 《숫자녀 계숙자》 ... 박 대리 역[12]
- 2017년 《마법소녀 최리》 ... 취객 역[13]
- 2016년 《별풍 좀 쏴주세요》 ... 양반 킴 역[14]
- 2016년 《김선&김남훈의 언더더시》 ... Guest
- 2015년 《반하리와 제청의 가요톡톡》 ... Guest[15]
- 2015년 《최고다! 호기심 딱지》시즌3 ... 혈장 역[16]
- 2014년 《최고다! 호기심 딱지》시즌2 ... 혈장 역

### 공연
- 2011년 《사랑을 찾아서》
- 2011년 《얼굴》
- 2010년 《삼선동 4가》
- 2006년 《만선》

### 음악
- 2018년 〈아기에게〉 - Anniversary Dosol 002
- 2017년 〈라바울코우타ラバウル小唄〉 - 영화 《군함도》 OST
- 2015년 〈만리동에 왔다〉 - 서울문화재단 지원사업
- 2015년 〈신고해줘요〉[17]
- 2014년 〈과메기 아리랑〉[18]